# Toxostoma curvirostre
El cuicacoche piquicurvo (Toxostoma curvirostre) es una especie de ave paseriforme de la familia Mimidae propia de México y el sur de los Estados Unidos. Un cuicacoche adulto mide entre 24 y 29 cm de largo. Su cola es larga; el plumaje de las partes superiores pardo grisáceo y en las partes inferiores es claro. Se distingue de otros cuicacoches similares por su pico largo y curvo, y por la presencia de rayas oscuras en el pecho claro. El ojo de los adultos es anaranjado o rojo, mientras que los individuos inmaduros tienen los ojos amarillos. Es un habitante común de los desiertos del suroeste de Estados Unidos, desde Arizona hasta Texas. En México vive desde el desierto de Sonora, en los estados de Sonora y Chihuahua, y su distribución se extiende al sur a través de la altiplanicie Mexicana hasta las zonas altas de Oaxaca. Vive en desiertos y zonas semidesérticas, en vegetaciones de matorrales, de arbustos y cactus, pero también suele presentarse en los límites de los bosques y es un habitante relativamente común en jardines y parques urbanos de la Ciudad de México. Se alimenta en el suelo, y su dieta consiste de pequeños frutos, insectos, gusanos o moluscos. Generalmente son aves solitarias, pero pueden alimentarse en parejas y formar grupos alimenticios con otras especies de aves.